# Mijaíl Golovatov
Mijaíl Vasilyevich Golovatov (en ruso: Михаил Васильевич Головатов; 23 de agosto de 1949 - 1 de agosto de 2022) fue un oficial de inteligencia ruso.

## Biografía
En 1965 Golovatov se matriculó en la Escuela de Aviación de Moscú NN Godovikov. Trabajó en el Departamento de Bomberos de Moscú hasta 1972. Golovatov fue miembro de la sociedad deportiva y de acondicionamiento físico Dynamo Sports Club de 1965 a 1971. Trabajó con la KGB. En 1984 fue enviado a Jabárovsk donde estableció la rama regional del Grupo Alfa de la KGB. Más tarde fue comandante del Grupo Alfa. 
En 2011 fue arrestado en el Aeropuerto Internacional de Viena por la policía austriaca, después de que Lituania le hubiera impuesto una orden de arresto europea por su responsabilidad penal en   los eventos del 13 de enero de 1991. Se informó al gobierno lituano, pero las autoridades austriacas lo liberaron en 24 horas, alegando que la información proporcionada por Lituania era «demasiado vaga». El 27 de marzo de 2019, el Tribunal de Distrito de Vilna declaró a Golovatov «culpable de crímenes de guerra y crímenes de lesa humanidad» por su papel en los acontecimientos del 13 de enero de 1991. El panel de tres jueces condenó a Golovatov en rebeldía a 12 años de prisión.
A lo largo de su carrera, Golovatov recibió una serie de medallas y premios, incluido el título de Maestro de Deportes de la URSS, Orden de Honor, Orden Por Valor Personal de Bielorrusia, Orden de la Estrella Roja, Medalla Por Coraje de Rusia y Orden de la Bandera Roja . 
Golovatov murió en agosto de 2022, a la edad de 72 años.